# Вуйович, Душан
Душан Вуйович (серб. Душан Вујовић; 22 июля 1951, Пожаревац — 15 мая 2025) — сербский экономист, преподаватель в университете, министр экономики, а затем министр финансов.

## Биография
Выпускник экономического факультета Белградского университета, где получил степень магистра (1977) и доктора (1984), специалист в вопросах макроэкономики. Также получал образование в США (Университет Калифорнии). В 1974 году устроился на работу в один из научно-исследовательских институтов Белграда, через год стал ассистентом в Белградском университете, он является давним сотрудником Всемирного банка. Служил представителем Сербии и Черногории в экономических органах, а также занимал должность главного экономиста Европы и Центральной Азии. В 2011 году был советником во Всемирном банке и американском агентстве USAID. Он также был редактором журнала «Finansije».
В апреле 2014 года по рекомендации Сербской прогрессивной партии вступил в должность министра экономики в правительстве Александра Вучича. В июле 2014 года стал министром финансов, сменив Лазаря Крстича.
Умер 15 мая 2025 года в возрасте 73 лет.